# Arnold Allen
Arnold Billy Allen (Ipswich, Inglaterra; 22 de enero de 1994) es un artista marcial mixto británico que actualmente compite en la división de peso pluma de Ultimate Fighting Championship (UFC). Desde el 17 de septiembre de 2024, se encuentra en la posición #7 del ranking de peso pluma de UFC.

## Primeros años
Nacido y criado en Suffolk, Allen empezó a entrenar artes marciales mixtas como adolescente y participó en varias competiciones amateurs antes de convertirse en luchador profesional en 2012.

## Carrera de artes marciales mixtas

### Carrera temprana
Hizo su debut profesional compitiendo como peso pluma para varias promociones regionales a través de Gran Bretaña, incluyendo una temporada en Cage Warriors. Fue capaz de lograr un récord de 9–1 en sus tres primeros años compitiendo.
Después de su TKO frente al luchador  Paul Cook en noviembre de 2014, Allen firmó con el UFC.

### Ultimate Fighting Championship

#### 2015
Allen hizo su debut promocional el 20 de junio de 2015 como reemplazado en corto aviso de un lesionado Mike Wilkinson contra Alan Omer, en UFC Fight Night 69. Allen ganó la pelea por sumisión en el tercer asalto. Esta victoria lo hizo merecedor de su primer premio de Actuación de la Noche.

#### 2016
Allen enfrentó a Yaotzin Meza el 27 de febrero de 2016, en UFC Fight Night 84. Ganó la pelea por decisión unánime.
Allen estaba programado para enfrentar a Mirsad Bektic el 8 de octubre de 2016, en UFC 204. Sin embargo, debido a una lesión, Allen se retiró de la pelea y fue reemplazado por Russell Doane.

#### 2017
Allen enfrentó a Makwan Amirkhani el 18 de marzo de 2017, en UFC Fight Night 107. Ganó la pelea por decisión dividida.

#### 2018
Allen estaba programado para enfrentar a Enrique Barzola el 20 de enero de 2018, en UFC 220. Sin embargo, Allen se retiró de la pelea el 11 de enero debido a problemas de visa que le impidieron viajar. Luego de este anuncio, Allen fue reemplazado por Mate Bessette.
Allen enfrentó a Mads Burnell el 27 de mayo de 2018, en UFC Fight Night 130. Ganó la lucha por sumisión (rear-naked choke) en el tercer asalto. Esta victoria lo hizo merecedor de su primer premio de Actuación de la Noche.
Allen estaba programado para enfrentar a Gilbert Melendez el 30 de noviembre de 2018, en The Ultimate Fighter: Heavy Hitters Finale. Sin embargo, Melendez se retiró de la pelea el 5 de noviembre y fue reemplazado por Ricky Glenn. A su vez, Allen se retiró de la pelea el 16 de noviembre por un corte que recibió mientras entrenaba.

#### 2019
Allen enfrentó a Jordan Rinaldi el 6 de marzo de 2019, en UFC Fight Night 147. Ganó la pelea por decisión unánime.
Allen enfrentó a Gilbert Meléndez el 6 de julio de 2019, en UFC 239. Ganó la pelea por decisión unánime.

#### 2020
Allen estaba programado para enfrentar a Josh Emmett el 25 de enero de 2020, en UFC Fight Night 166. Sin embargo, Emmett se retiró de la pelea por razones no reveladas, y fue reemplazado por Nik Lentz, cuyo oponente original también se había retirado de la cartelera. Allen ganó la pelea por decisión unánime.
Se esperaba que Allen enfrentara a Jeremy Stephens el 7 de noviembre de 2020, en UFC on ESPN 17. Sin embargo, Stephens fue obligado a retirarse de la pelea por una lesión y la pelea fue cancelada.

#### 2021
Allen enfrentó a Sodiq Yusuff el 10 de abril de 2021, en UFC en ABC 2. Después de lograr dos knockdowns durante la pelea, ganó la pelea por decisión unánime.

#### 2022
Allen enfrentó a Dan Hooker el 19 de marzo de 2022, en UFC Fight Night 204. Ganó la pelea por TKO en el primer asalto. Esta victoria lo hizo merecedor de su tercer premio de Actuación de la Noche.
Allen enfrentó a Calvin Kattar el 29 de octubre de 2022, en UFC Fight Night 213. Ganó la pelea por TKO en el segundo asalto.

#### 2023
Allen enfrentó al ex-Campeón Mundial de Peso Pluma de UFC Max Holloway el 15 de abril de 2023, en UFC on ESPN 44. Perdió la pelea por decisión unánime.

#### 2024
Allen enfrentó a Movsar Evloev el 20 de enero de 2024, en UFC 297. Perdió la pelea por decisión dividida.
Allen enfrentó a Giga Chikadze el 27 de julio de 2024, en UFC 304. Ganó la pelea por decisión unánime.

## Vida personal
Allen recibió una sentencia de cinco meses tras ser encontrado culpable de reyerta, por su participación el 23 de diciembre de 2016 en una pelea cercana a Ipswich, la cual dejó hombre y cinco mujeres heridas.

## Campeonatos y logros
- Ultimate Fighting Championship
  - Actuación de la Noche (Tres veces)   vs. Alan Omer, Mads Burnell y Dan Hooker[6][18][34]
  - Empatado (con Alexander Volkanovski) por la segunda racha de victorias en la historia de la división de peso pluma de UFC (10)[45]

## Récord en artes marciales mixtas
| Récord profesional | Récord profesional | Récord profesional |
| 23 peleas          | 20 victorias       | 3 derrotas         |
| ------------------ | ------------------ | ------------------ |
| Nocaut             | 7                  | 0                  |
| Sumisión           | 4                  | 0                  |
| Decisión           | 8                  | 3                  |

| Resultado | Récord | Oponente         | Método                      | Evento                                  | Fecha                   | Ronda | Tiempo | Localización                | Notas                                                            |
| --------- | ------ | ---------------- | --------------------------- | --------------------------------------- | ----------------------- | ----- | ------ | --------------------------- | ---------------------------------------------------------------- |
| Victoria  | 20–3   | Giga Chikadze    | Decisión (unánime)          | UFC 304                                 | 27 de julio de 2024     | 3     | 5:00   | Manchester                  |                                                                  |
| Derrota   | 19–3   | Movsar Evloev    | Decisión (unánime)          | UFC 297                                 | 20 de enero de 2024     | 3     | 5:00   | Toronto                     |                                                                  |
| Derrota   | 19–2   | Max Holloway     | Decisión (unánime)          | UFC on ESPN: Holloway vs. Allen         | 15 de abril de 2023     | 5     | 5:00   | Kansas City, Misuri         |                                                                  |
| Victoria  | 19–1   | Calvin Kattar    | TKO (lesión)                | UFC Fight Night: Kattar vs. Allen       | 29 de octubre de 2022   | 2     | 0:08   | Las Vegas, Nevada           |                                                                  |
| Victoria  | 18–1   | Dan Hooker       | TKO (golpes y codazos)      | UFC Fight Night: Volkov vs. Aspinall    | 19 de marzo de 2022     | 1     | 2:33   | Londres                     | Actuación de la Noche.                                           |
| Victoria  | 17–1   | Sodiq Yusuff     | Decisión (unánime)          | UFC on ABC: Vettori vs. Holland         | 10 de abril de 2021     | 3     | 5:00   | Las Vegas, Nevada           |                                                                  |
| Victoria  | 16–1   | Nik Lentz        | Decisión (unánime)          | UFC Fight Night: Blaydes vs. dos Santos | 25 de enero de 2020     | 3     | 5:00   | Raleigh, Carolina del Norte |                                                                  |
| Victoria  | 15–1   | Gilbert Meléndez | Decisión (unánime)          | UFC 239                                 | 6 de julio de 2019      | 3     | 5:00   | Las Vegas, Nevada           |                                                                  |
| Victoria  | 14–1   | Jordan Rinaldi   | Decisión (unánime)          | UFC Fight Night: Till vs. Masvidal      | 16 de marzo de 2019     | 3     | 5:00   | Liverpool                   |                                                                  |
| Victoria  | 13–1   | Mads Burnell     | Sumisión (D'Arce choke)     | UFC Fight Night: Thompson vs. Till      | 27 de mayo de 2018      | 3     | 2:41   | Liverpool                   | Actuación de la Noche.                                           |
| Victoria  | 12–1   | Makwan Amirkhani | Decisión (dividida)         | UFC Fight Night: Manuwa vs. Anderson    | 18 de marzo de 2017     | 3     | 5:00   | Londres                     |                                                                  |
| Victoria  | 11–1   | Yaotzin Meza     | Decisión (unánime)          | UFC Fight Night: Silva vs. Bisping      | 27 de febrero de 2016   | 3     | 5:00   | Londres                     |                                                                  |
| Victoria  | 10–1   | Alan Omer        | Sumisión (guillotine choke) | UFC Fight Night: Jędrzejczyk vs. Penne  | 25 de junio de 2015     | 3     | 1:41   | Berlín, Alemania            | Regreso a peso pluma. Actuación de la Noche.                     |
| Victoria  | 9–1    | Paul Cook        | TKO (parada médica)         | M4TC 15                                 | 29 de noviembre de 2014 | 2     | 5:00   | Tyne and Wear, Inglaterra   | Debut en peso ligero. Ganó el Campeonato de Peso Ligero de M4TC. |
| Victoria  | 8–1    | Gaetano Pirello  | Decisión (unánime)          | CWFC 71                                 | 22 de agosto de 2014    | 3     | 5:00   | Amán,Jordania               |                                                                  |
| Derrota   | 7–1    | Marcin Wrzosek   | Decisión (unánime)          | CWFC 69                                 | 7 de junio de 2014      | 3     | 5:00   | Londres                     |                                                                  |
| Victoria  | 7–0    | Tobias Huber     | TKO (golpes)                | CWFC Fight Night 11                     | 18 de abril de 2014     | 1     | 0:37   | Amán,Jordania               |                                                                  |
| Victoria  | 6–0    | Doni Miller      | TKO (golpes)                | CWFC 61                                 | 13 de diciembre de 2013 | 2     | 0:34   | Amán,Jordania               |                                                                  |
| Victoria  | 5–0    | Declan Williams  | Sumisión (triangle choke)   | CWFC 60                                 | 5 de octubre de 2013    | 2     | 4:50   | Londres                     |                                                                  |
| Victoria  | 4–0    | Andy Green       | Sumisión (rear-naked choke) | CWFC 56                                 | 6 de julio de 2013      | 1     | 4:00   | Londres                     |                                                                  |
| Victoria  | 3–0    | Carl Orriss      | Decisión (unánime)          | UCMMA 32                                | 2 de febrero de 2013    | 3     | 5:00   | Londres                     | Debut en peso pluma.                                             |
| Victoria  | 2–0    | Kim Tinghaugen   | TKO (parada médica)         | UWC 21                                  | 20 de octubre de 2012   | 1     | 5:00   | Southend-on-sea             |                                                                  |
| Victoria  | 1–0    | Nathan Greyson   | KO (puñetazo)               | UCMMA 27                                | 7 de abril de 2012      | 2     | 0:40   | Londres                     |                                                                  |